# Dan Olsson
Dan-Hero Olsson (ur. 1995) – nauruański zapaśnik walczący w obu stylach. Wicemistrz igrzysk mikronezyjskich w 2024, a także mistrzostw Oceanii w 2018 roku.